# Coffea lemblinii
Coffea lemblinii es una especie extinta de la familia de las rubiáceas. Solo es conocida por el holotipo recogido por el botánico francés Auguste Jean Baptiste Chevalier, en enero de 1907 en el valle del río Agnéby en Costa de Marfil y no se ha encontrado nuevamente durante los estudios. 

## Descripción
Coffea lemblinii es un arbusto muy ramificado que puede alcanzar una altura de unos 50 centímetros. Las flores son de color blanco, con pequeños frutos esferoides.  Su hábitat son los bosques.